# Utetheisa depuncta
Utetheisa depuncta là một loài bướm đêm thuộc phân họ Arctiinae, họ Erebidae.